# Carrer de Sant Joan (Reus)
El Carrer de Sant Joan és una obra del municipi de Reus (Baix Camp) inclosa en l'Inventari del Patrimoni Arquitectònic de Catalunya.

## Descripció
Va de la plaça de Prim fins a la plaça de les Oques. Les característiques arquitectòniques del conjunt són bastant diferents encara que conserven la majoria dels edificis el pla de la façana amb alternança de buits i plens. Les obertures són desiguals: quadrades, rectangulars, amb arc de mig punt, a més d'alguna que, simètricament verticals, són balcons amb balustre de ferro forjat o de pedra. Els murs estan gairebé tots revocats amb variada ornamentació tant floral com geomètrica, encara que hi ha també alguna façana amb esgrafiats, sense faltar-hi arcs, pinacles, frontons, barbacanes i cornises. La tipologia dels edificis no es presenta massa unitària, comerços i despatxos tant en planta baixa com en els pisos, i habitatges en els pisos. En el carrer hi ha entre d'altres Cal Marc, la Casa Grau Pla, la Casa Gasull, Cal Rull, l'Hospital de Sant Joan, etc.

## Història

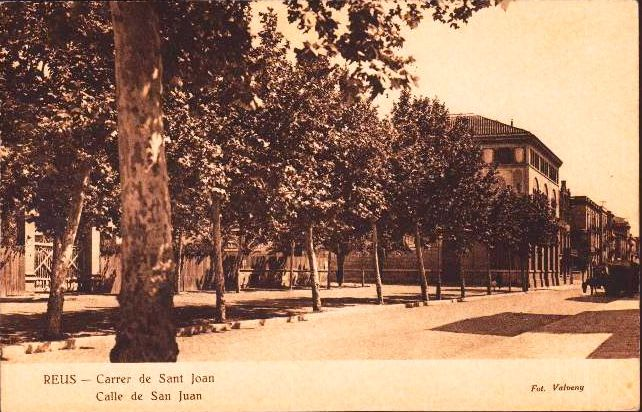
Carrer de Sant Joan

Inicialment va ser camí, construït entre 1619 i 1625, que unia la vila, a partir del portal de Monterols amb el col·legi-convent de carmelites descalços, conegut com a Convent de sant Joan. El 1807 era el punt de passeig diari d'alguns individus que s'oposaven a la construcció del Canal de Reus a Salou, per la qual cosa el públic els anomenava "moros". El 1837, després de la revolució de 1835 que afectà el convent, l'església i la capella dels Dolors, d'aquell edifici van ser enderrocats, cosa que va permetre obrir el carrer més enllà del carrer de sant Elies. El desembre de 1861 s'acaba l'enderroc de la muralla i del portal de Monterols. En el 1865 s'hi planten arbres. En el 1884 s'allarga el carrer, amb plàtans, fins a la carretera d'Alcolea. El 1888 s'hi construeix la Casa Rius, avui enderrocada. El 1898 es realitzen treballs d'urbanització del carrer i el 1900 es projecta el Teatre Circ. El 1908 es pavimenta amb llambordes.
A cavall dels segles xix i xx manté el prestigi de lloc de residència social elevada, afavorit pel procés desamortitzador, fet que impulsà la construcció de nous edificis de residència burgesa sota els esquemes arquitectònics del modernisme, amb algunes de les obres més notables de la ciutat.